# Liste der Baudenkmäler in Bergen (Mittelfranken)
Auf dieser Seite sind die Baudenkmäler in der mittelfränkischen Gemeinde Bergen zusammengestellt. Diese Tabelle ist eine Teilliste der Liste der Baudenkmäler in Bayern. Grundlage ist die Bayerische Denkmalliste, die auf Basis des Bayerischen Denkmalschutzgesetzes vom 1. Oktober 1973 erstmals erstellt wurde und seither durch das Bayerische Landesamt für Denkmalpflege geführt wird. Die folgenden Angaben ersetzen nicht die rechtsverbindliche Auskunft der Denkmalschutzbehörde.

## Baudenkmäler nach Ortsteilen

### Bergen
| Lage                                | Objekt                                        | Beschreibung | Akten-Nr.              | Bild                |
| ----------------------------------- | --------------------------------------------- | --- | ---------------------- | ------------------- |
| Dannhausener Straße 1 (Standort)    | Ehemaliges Gasthaus                           | Zweigeschossiger Satteldachbau in Ecklage, 18./19. Jahrhundert | D-5-77-115-1 Wikidata  | BW                  |
| Dannhausener Straße 2 (Standort)    | Ehemaliges Bauernhaus                         | Eingeschossiger Bau mit Flachsatteldach in Ecklage, in Jura-Bauweise, mit Fachwerkkniestock, verputzt, mit rückwärtig anschließendem Querbau mit Nebengebäude, Satteldachbau, teilweise Fachwerk, erste und zweite Hälfte 19. Jahrhundert | D-5-77-115-42 Wikidata | BW                  |
| Dannhausener Straße 8 (Standort)    | Evangelisch-lutherische Pfarrkirche St. Georg | Chorturmkirche, Turmuntergeschoss mittelalterlich, Obergeschoss und Langhaus 1773, Turm mit polygonalem Helm, Vorhalle modern; mit Ausstattung                                                                                            | D-5-77-115-3 Wikidata  | weitere Bilder      |
| Dannhausener Straße 10 (Standort)   | Pfarrhaus                                     | Zweigeschossiger traufständiger Satteldachbau, 1727, erneuert | D-5-77-115-4 Wikidata  | BW                  |
| Dannhausener Straße 11 a (Standort) | Barocker Wappenstein von Vorgängerbauten      | 17./18. Jahrhundert, mit Inschrift, wohl 19. Jahrhundert | D-5-77-115-5 Wikidata  | BW                  |
| Reuther Straße 1 (Standort)         | Ehemaliges Gasthaus                           | Zweigeschossiger giebelständiger Bau mit Flachsatteldach, in Jura-Bauweise, mit Kniestock, mit fachwerksichtigem Obergeschoss und Giebel, 1678                                                                                            | D-5-77-115-8 Wikidata  | Ehemaliges Gasthaus |

### Dannhausen
| Lage                       | Objekt                                          | Beschreibung | Akten-Nr.              | Bild |
| -------------------------- | ----------------------------------------------- | --- | ---------------------- | --- |
| Dannhausen 8 (Standort)    | Bauernhaus                                      | Eingeschossiges Gebäude mit Steildach, mit Fachwerkgiebel, im Kern wohl 18. Jahrhundert, durch Portal bezeichnet „1807“                                                               | D-5-77-115-11 Wikidata | BW |
| Dannhausen 91⁄2 (Standort) | Ehemaliges Austragshaus, zuletzt Gastwirtschaft | Zweigeschossiges Gebäude mit Flachsatteldach in Ecklage, in Jura-Bauweise, mit Kniestock und Legschieferdach, im Kern um 1807, Umbau und Erweiterung Ende 19. Jahrhundert und um 1910 | D-5-77-115-48 Wikidata | [[Vorlage:Bilderwunsch/code!/C:49.07702,11.15531!/D:Dannhausen 9 1 ⁄ 2 , Ehemaliges Austragshaus, zuletzt Gastwirtschaft!/\|BW]] |
| (Standort)                 | Kelleranlagen                                   | Felsenkeller, Eingänge an der Straße nach Thalmässing, 18./19. Jahrhundert | D-5-77-115-12 Wikidata | weitere Bilder |

### Geyern
| Lage                                                                        | Objekt                                                                      | Beschreibung | Akten-Nr.              | Bild           |
| --------------------------------------------------------------------------- | --------------------------------------------------------------------------- | --- | ---------------------- | -------------- |
| Am Schloß 2 (Standort)                                                      | Wohngebäude                                                                 | Zweigeschossiger Satteldachbau, 18. Jahrhundert, an den Torbau des Schlosses angefügt | D-5-77-115-19 Wikidata | BW             |
| Am Schloß 3 (Standort)                                                      | Torhaus                                                                     | Dreigeschossiger Satteldachbau, bezeichnet „1589“ und „1725“, 1970 aufgestockt, ehemals zum Schloss gehörig | D-5-77-115-20 Wikidata | BW             |
| Am Schloß 3; Am Schloß 5; Am Schloß 7 (Standort)                            | Evangelisch-lutherische Kirche St. Bartholomäus                             | Chorturmkirche, spätgotische Anlage des 14./15. Jahrhunderts, ausgebaut im 17./18. Jahrhundert, Turm mit Eckquaderungen und Zeltdach; mit Ausstattung Kirchhofbefestigung, 18./19. Jahrhundert | D-5-77-115-13 Wikidata | BW             |
| Am Schloß 4; Heiligenholz; Am Schloß (Standort)                             | Schloss der Schenk von Geyern                                               | Zweigeschossiger Walmdachbau in neugotischen Formen, mit vier Ecktürmen und zinnenbekröntem Mittelturm, um 1870/75, im Kern Amtshaus von 1756; erhaltene Teile des Bergfrieds der mittelalterlichen Burg; Brücke, 18./19. Jahrhundert Gartenanlage, 19. Jahrhundert Friedhof, wohl 19. Jahrhundert, von Geyernsches Erbbegräbnis mit gusseisernem Gedenkkreuz für Ludwig Freiherr Schenk von Geyern, um 1920 | D-5-77-115-14 Wikidata | BW             |
| Am Schloß 9 (Standort)                                                      | Wohnhaus                                                                    | Ehemaliges Ökonomiegebäude, zweigeschossiger Satteldachbau, bezeichnet „1577“, stark erneuert, ehemals zum Schloss gehörig | D-5-77-115-21 Wikidata | BW             |
| Bergener Straße 2; Bergener Straße 4; Nähe Bergener Straße (Standort)       | Wasserstollen                                                               | Historische Anlage, wohl 18./19. Jahrhundert; aus Felsen gehauener, gekrümmt verlaufender Gang unter dem Dorf | D-5-77-115-40 Wikidata | BW             |
| Bergener Straße 4 (Standort)                                                | Ehemaliges Wohnstallhaus eines Dreiseithofes, sogenanntes Wasserscheidehaus | Zweigeschossiges Gebäude mit Halbwalmdach, frühes 19. Jahrhundert, Wirtschaftsgebäude, Flachsatteldachbau, Jura-Bauweise, Naturstein, mit Legschieferdach, gleichzeitig; Backhaus, eingeschossiger kleiner Satteldachbau, Naturstein und Ziegelmauerwerk, frühes 19. Jahrhundert – Foto | D-5-77-115-15 Wikidata | weitere Bilder |
| Bergener Straße 5 (Standort)                                                | Bauernhaus                                                                  | Eingeschossiger giebelständiger Bau mit Flachsatteldach in Jura-Bauweise, mit Kniestock, erste Hälfte 19. Jahrhundert | D-5-77-115-17 Wikidata | weitere Bilder |
| Bergener Straße 15 (Standort)                                               | Ehemaliges Forst- und Bauernhaus                                            | Eingeschossiger Bau mit Halbwalmdach und Zwerchhaus, erste Hälfte 19. Jahrhundert | D-5-77-115-16 Wikidata | weitere Bilder |
| Kr WUG 15, unterhalb des Schlosses an der Straße nach Ettenstadt (Standort) | Kilometerstein                                                              | Viereckiger schlanker Pfeiler, um 1860/70 | D-5-77-115-45 Wikidata | weitere Bilder |
| Letten, an der Straße nach Kaltenbuch (Standort)                            | Stundenstein                                                                | Runder Steinpfeiler „3 Stunden nach Ellingen“, wohl erste Hälfte 19. Jahrhundert | D-5-77-115-43 Wikidata | weitere Bilder |
| Pfraunfelder Straße, an der Straße nach Pfraunfeld bei Fallhaus (Standort)  | Stundenstein                                                                | Runder Steinpfeiler mit Entfernungsangabe für Ellingen, wohl erste Hälfte 19. Jahrhundert | D-5-77-115-44 Wikidata | weitere Bilder |

### Kaltenbuch
| Lage                                    | Objekt                                      | Beschreibung | Akten-Nr.              | Bild                     |
| --------------------------------------- | ------------------------------------------- | --- | ---------------------- | ------------------------ |
| Kaltenbuch 17 (Standort)                | Ehemaliges Wohnstallhaus                    | Eingeschossiges giebelständiges Gebäude mit Flachsatteldach in Jura-Bauweise, mit hohem Kniestock, teilweise Fachwerk, 1727 (dendrochronologisch datiert), mit eingeschossigem Vorbau (ehemaliges Austragshaus), 1810; Scheune, Flachsatteldachbau in Jura-Bauweise, um 1800 | D-5-77-115-28 Wikidata | Ehemaliges Wohnstallhaus |
| Kaltenbuch 20 (Standort)                | Wohnstallhaus                               | Eingeschossiges Gebäude mit Flachsatteldach in Jura-Bauweise, mit Fachwerkkniestock, verputzt, mit Putzgliederungen, bezeichnet „1797“ | D-5-77-115-27 Wikidata | weitere Bilder           |
| Kaltenbuch 25; Kaltenbuch 27 (Standort) | Evangelisch-lutherische Kirche St. Nikolaus | Chorturmkirche, Turm mit Kuppelhaube, erbaut 1716; mit Ausstattung; Mit Kirchhofmauer, alter Teil, wohl 18. Jahrhundert | D-5-77-115-25 Wikidata | weitere Bilder           |
| Kaltenbuch 28 (Standort)                | Ehemaliges Wohnstallhaus                    | Eingeschossiger Satteldachbau in Ecklage, 18./19. Jahrhundert; Nebengebäude, kleiner eingeschossiger Satteldachbau, Bruchstein, 19. Jahrhundert | D-5-77-115-26 Wikidata | weitere Bilder           |
| Kaltenbuch 39 (Standort)                | Bauernhaus                                  | Zweigeschossiges Gebäude mit Flachsatteldach, in Jura-Bauweise, bezeichnet „1878“, mit Inschrifttafel | D-5-77-115-30 Wikidata | Bauernhaus               |

### Syburg
| Lage                         | Objekt                                                                  | Beschreibung | Akten-Nr.              | Bild           |
| ---------------------------- | ----------------------------------------------------------------------- | --- | ---------------------- | -------------- |
| Syburg 1, 2, 3, 4 (Standort) | Schloss, ursprünglich mittelalterliche Wasserburg der Schenk von Geyern | Ausbau zur Rokokoanlage im 18. Jahrhundert Hauptbau, dreigeschossiger Walmdachbau in zwei Flügeln, Mitte 18. Jahrhundert; mit Ausstattung Anschließende Schlossökonomie mit Kutscherhaus, eingeschossiger Satteldachbau mit zweigeschossigem Mittelbau mit Walmdach, 18. Jahrhundert Ökonomiebau mit Treppengiebeln, wohl 16. Jahrhundert Angeschlossene Gebäudegruppe, mit Stall und ehemaliger Försterwohnung, Satteldachbauten, 17./18. Jahrhundert Torturm, bezeichnet „1759“ Orangerie, Sandsteinquaderbau um 1750 Gartenpavillon, um 1750 Ummauerung des ehemaligen Schlossparks, Mitte 18. Jahrhundert und 19. Jahrhundert | D-5-77-115-31 Wikidata | weitere Bilder |
| Syburg 5, 6 (Standort)       | Gasthaus                                                                | Zweigeschossiger Walmdachbau, 18. Jahrhundert Nebengebäude, eingeschossiger Bau mit Halbwalmdach, 18. Jahrhundert | D-5-77-115-32 Wikidata | BW             |

### Thalmannsfeld
| Lage | Objekt                                          | Beschreibung | Akten-Nr.              | Bild           |
| --- | ----------------------------------------------- | --- | ---------------------- | -------------- |
| Auf dem Gecker; Nähe Felsenweg (Standort)                                                                         | Felsenkeller                                    | Weitverzweigte Kelleranlage, 18./19. Jahrhundert Zugehörige Natureisanlage, Holzgerüst, 1949 | D-5-77-115-47 Wikidata | BW             |
| Bergstraße 9; Leite; Am Wengener Weg. an der Bergstraße beim neuen Friedhof, an der Straße nach Wengen (Standort) | Felsenkeller                                    | Kellereingänge, 18./19. Jahrhundert | D-5-77-115-39 Wikidata | BW             |
| Hauptstraße 10 (Standort)                                                                                         | Wohnstallhaus                                   | Eingeschossiger Satteldachbau in Jura-Bauweise, Naturstein, zweite Hälfte 19. Jahrhundert Scheune, Satteldachbau, teilweise Naturstein und Zwicktaschendeckung, wohl gleichzeitig. Stand 2014 teilsaniert, Biberschwanzdeckung, Stall und Scheune in museal eingerichtete historische Schmiede umgewandelt | D-5-77-115-33 Wikidata | BW             |
| Hauptstraße 12 (Standort)                                                                                         | Ehemaliges Wohnstallhaus                        | Doppelbau, zweigeschossiger Satteldachbau mit eingeschossigem Anbau, Natursteinmauerwerk, Mitte 19. Jahrhundert | D-5-77-115-34 Wikidata | BW             |
| Kirchenweg 7 (Standort)                                                                                           | Ehemaliges Gemeindehaus                         | Zweigeschossiger Walmdachbau, 18./19. Jahrhundert | D-5-77-115-38 Wikidata | BW             |
| Kirchenweg 9, am Kirchenaufgang (Standort)                                                                        | Ehemaliges Schulgebäude, sogenannte Alte Schule | Zweigeschossiger Satteldachbau, wohl 1848 umgebaut | D-5-77-115-46 Wikidata | BW             |
| Kirchenweg 11 (Standort)                                                                                          | Evangelisch-lutherische Pfarrkirche St. Ulrich  | Chorturmkirche, im Kern 14. Jahrhundert, 1717 erneuert und barockisiert; mit Ausstattung | D-5-77-115-36 Wikidata | weitere Bilder |

## Ehemalige Baudenkmäler
In diesem Abschnitt sind Objekte aufgeführt, die früher einmal in der Denkmalliste eingetragen waren, jetzt aber nicht mehr. Objekte, die in anderem Zusammenhang also z. B. als Teil eines Baudenkmals weiter eingetragen sind, sollen hier nicht aufgeführt werden. Aktennummern in diesem Abschnitt sind ehemalige, jetzt nicht mehr gültige Aktennummern.

| Lage                                | Objekt                       | Beschreibung | Akten-Nr.              | Bild |
| ----------------------------------- | ---------------------------- | --- | ---------------------- | ---- |
| Bergen Geyerner Straße 1 (Standort) | Austragshaus                 | Eingeschossiges Gebäude mit Flachsatteldach und Kniestock in Jura-Bauweise, erste Hälfte 19. Jahrhundert                            | D-5-77-115-7 Wikidata  | BW   |
| Bergen Reuther Straße 11 (Standort) | Bauernhaus                   | erdgeschossig, 19. Jahrhundert | D-5-77-115-9 Wikidata  | BW   |
| Bergen Reuther Straße 13 (Standort) | Wohnstallhaus                | eingeschossig mit hohem Kniestock, Jura-Bauweise, Mitte 19. Jahrhundert                                                             | D-5-77-115-41 Wikidata | BW   |
| Geyern Am Schloß 9 (Standort)       | Reste des ehemaligen Stadels | Zehntstadel des Wirtschaftshofes vom Schloss der Schenk von Geyern, Kalksteinmauerwerk, wohl 16./17. Jahrhundert; neben Am Schloß 9 | D-5-77-115-22 Wikidata | BW   |